# نيللي معتوق
نيللي معتوق (15 ديسمبر 1984 -) هي مغنية وممثلة لبنانية.

## حياتها ونشأتها
ولدت في بيروت عام 1988. درست الموسيقى ومارست التمثيل.

## مسيرتها
شاركة في ستار اكادمي الموسم الرابع ولدت في بيروت لم تحقق شى يذكر في ستار اكادمي
ولكن بعد خروجه من الاكاديميية أصبحت ممثلة وشاركت بالعديد من المسلسلات اللبنانية، شاركت في العديد من المسلسلات اللبنانية، منها بين بيروت ودبي (2007) والطائر المكسور (2008) وبدل عن ضايع (2010) والشحرورة (2011).
- أغنية بيروت.[6]

## أعماله
- دخول ستار اكادمي
- ممثلة في بين بيروت ودبي[7]
- ممثلة في بدل عن ضايع
- ممثلة في الطائر المكسور